# موبایک
موبایک (به انگلیسی: Mobike) یک شرکت در زمینه دوچرخه اشتراکی است. این شرکت از چهارمین نسل دوچرخه‌های اشتراکی یعنی دوچرخه شناور استفاده کرده‌است. محل استقرار اصلی این شرکت شهر پکن، پایتخت چین است. این شرکت بزرگترین اپراتور اشتراک دوچرخه جهان و شهر شانگهای بزرگترین سیستم اشتراک دوچرخه جهان متعلق به این شرکت است.
موبایک در سال ۲۰۱۷ با سرمایه‌گذاری سری E شرکت تنسنت به ارزش ۶۰۰ میلیون دلار رسید. این مقدار در اواخر ۲۰۱۷ به ۱میلیارد و در ماه مشابه در ۲۰۱۸ به حدود ۳ میلیارد دلار رسید.
در آوریل ۲۰۱۸ موبایک با ۲٫۷ میلیارد دلار به شرکت چینی Meituan-Dianping واگذار شد. در اوت ۲۰۱۸ موبایک از دوچرخه الکترونیک نارنجی خود رونمایی کرد.

## مناطق تحت پوشش
موبایک هم‌اکنون در ۲۰۰ شهر و ۱۹ کشور دنیا خدماتش را ارائه می‌کند.

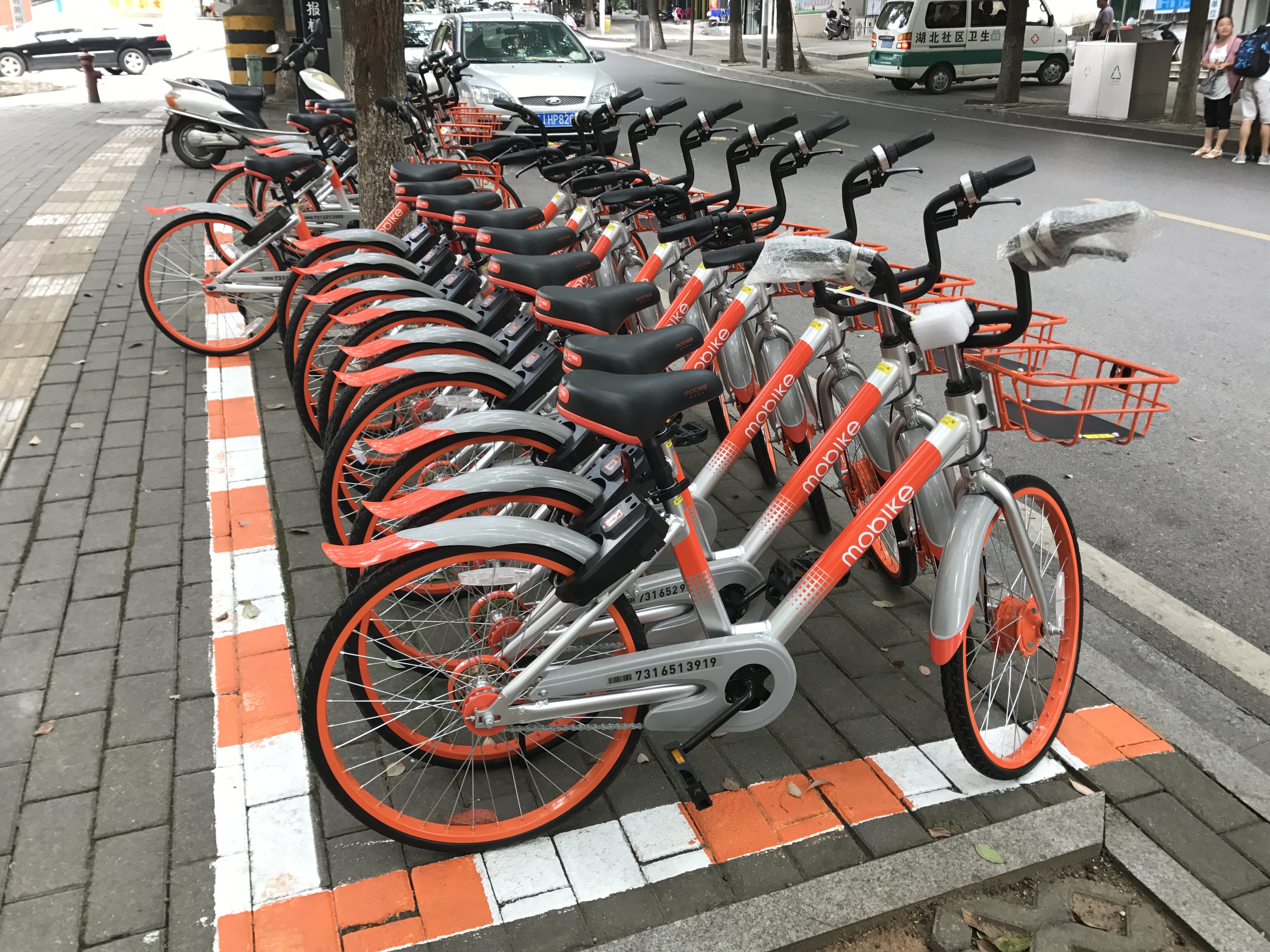
موبایک در گوانجو چین

بعضی از شهرهای چین که این سیستم در آن‌ها اجرا شده‌است: پکن، شانگهای، گوانگژو، شنژن، چنگدو، لانجو، نینگبو، چیانگ، فوشان، ژوها، چانگشا، هیفی، شانتو، هیکو، دینگ، نانینگ، گویانگ، جیان، ونژو و ووهان.
اولین پروژه خارج از چین این شرکت در شهر سنگاپور در ۲۱ مارس ۲۰۱۷ انجام شد.
موبایک سپس پروژه ژاپن را در ۲۲ جوئن ۲۰۱۷ در فوکویاما شروع کرد.

### اروپا

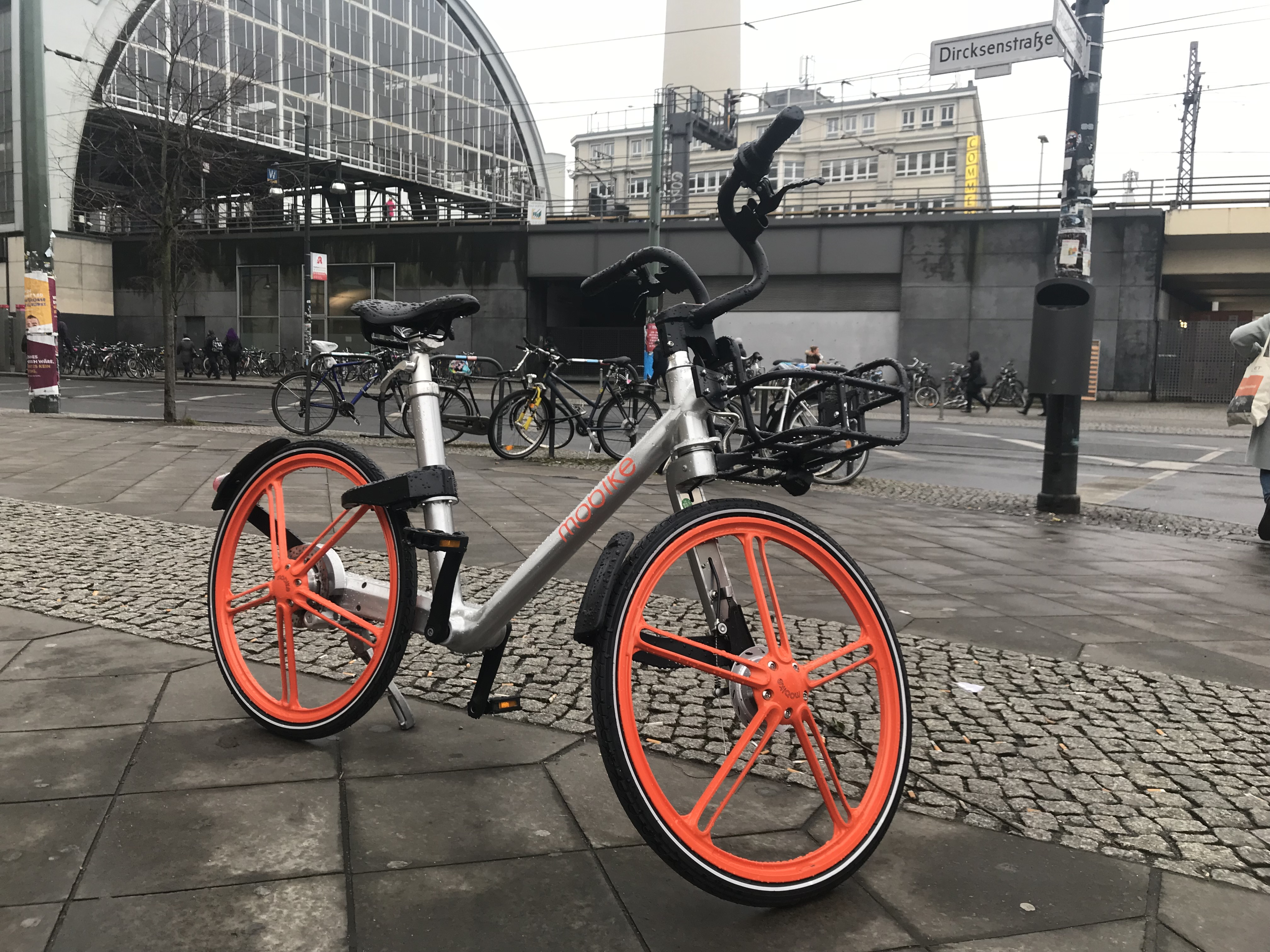
موبایک در برلین

موبایک در تابستان ۲۰۱۷ با اجرای پروژه لندن کار خود را در اروپا شروع کرد و به ۱۰۰ شهر دیگر نیز گسترش داد. یکی از این شهرها شهر منچستر بود که کمی بعد دوچرخه‌ها از سطح شهر جمع شدند. مسئولین در آن زمان گفتند که این کار موقتی است و دوچرخه‌ها دوباره طی یک برنامه منظم در شهر قرار می‌گیرند. اما در سپتامبر سال ۲۰۱۸ فعالیت موبایک به‌طور کامل در منچستر متوقف شد.

### آمریکا
در ۲۰ سپتامبر سال ۲۰۱۷ موبایک کار خود را در آمریکا و از واشینگتن آغاز کرد.
کمی بعد پروژه سانتیاگو در شیلی به انجام رسید.

## مشخصات طراحی
یکی از مشکلات همیشگی مسافران در استفاده از وسایل حمل و نقل عمومی مرسوم مشکل کیلومتر آخر است. کیلومتر آخر به معنی این است که مسافران مجبورند که متوسط یک کیلومتر از ایستگاه‌ها تا مقصد نهایی خود پیاده‌روی کنند. با توجه به اینکه استفاده از تاکسی برای مسافران هزینه زیادی دارد موبایک هدف اصلی خود را حل مشکل کیلومتر آخر قرار داد. دوچرخه‌های موبایک را در هرجای شهر که مشاهده کنید می‌توانید قفل الکترونیک آن را باز کرده و از آن استفاده کنید.
برای شارژ قفل الکترونیک دوچرخه از یک ژنراتور کوچک در یکی از چرخ‌ها استفاده می‌شود. در بعضی از مدل‌ها از پنل خورشیدی کوچک استفاده شده‌است. ترمز طراحی شده در این دوچرخه‌ها بسیار مقاوم است و می‌تواند تا ۱۰هزار کیلومتر را بدون خرابی طی کند.
موبایک برای طراحی قسمت الکترونیک سیستم از شرکت Qualcomm (چیپ MDM9206) و از شرکت Gemalto برای استفاده از چیپ NB-IoT برای اتصال به اینترنت کمک گرفت.
دوچرخه‌های موبایک در دو ورژن ارائه شده‌اند که هر دو آن‌ها برای باز کردن قفلشان نیاز به اسکن QRکد دارند:

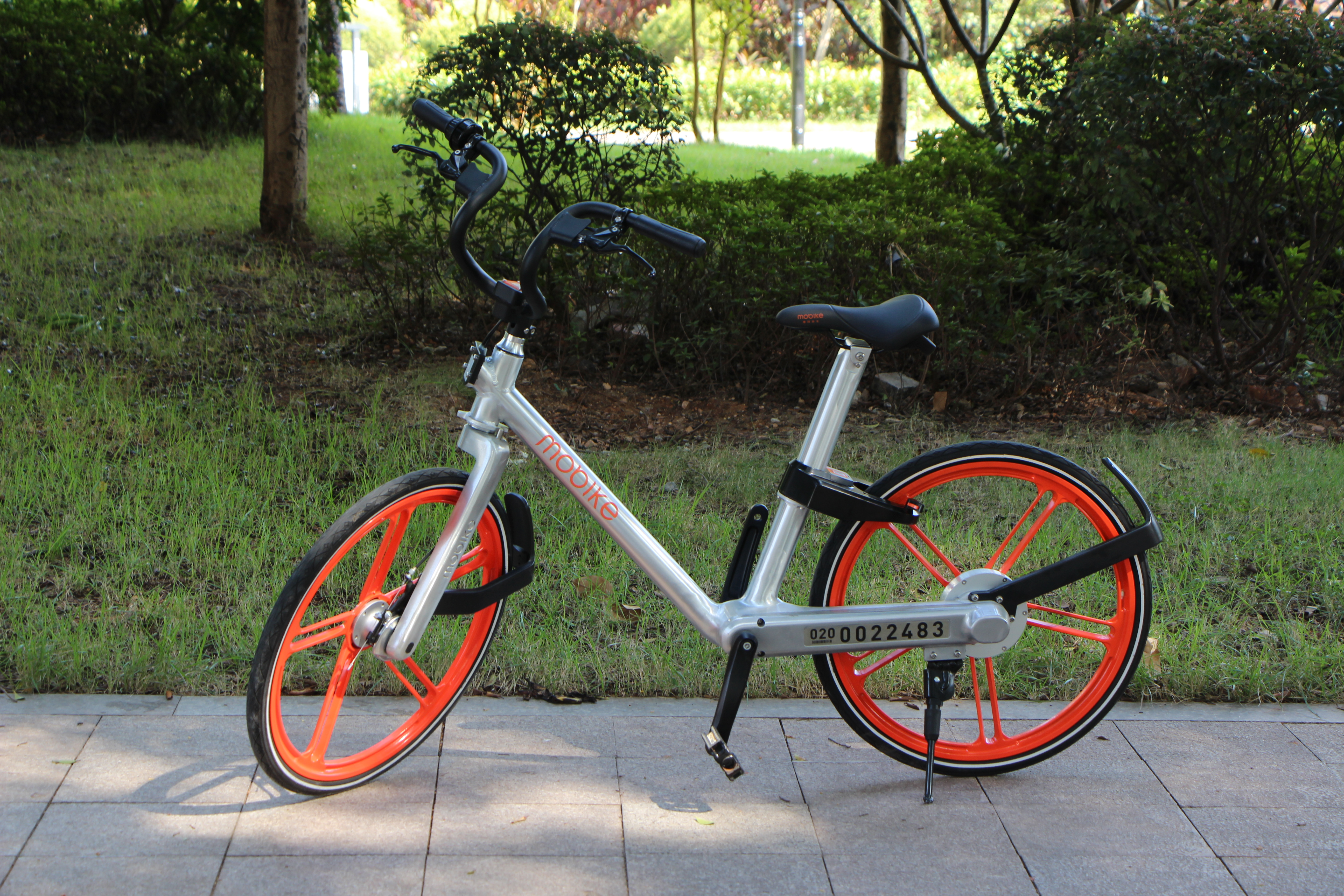
یک دوچرخه کلاسیک موبایک. شماره شناسایی دوچرخه رو بدنه مشخص شده‌است. ۰۲۰ ابتدای این شماره نشان می‌دهد که این دوچرخه متعلق به شهر گوانژو است.

### موبایک کلاسیک
موبایک کلاسیک یا «موبایک» ،نمونه استاندارد دوچرخه موبایک است. این دوچرخه بدنه ای تمام آلومینیومی و v-شکل، لاستیک‌های ضد پنچری و سیستم انتقال قدرت شافتی دارد. در رینگ‌ها نیز بجای استفاده از اسپوک ه‌های معمولی از رینگ‌های اسپرت با پنج میله با زاویه ۷۲ درجه نسبت به هم استفاده شده‌است. این رینگ‌ها ماندگاری بیشتری دارند و باعث کاهش هزینه‌های نگهداری و تعمیر می‌شود. شماره شناسایی هر یک دوچرخه در قسمت عقب شاسی هک شده‌است.
کاربران برای باز کردن قفل باید QRکد روی قفل یا بدنه را اسکن کنند.
برخی از کاربران از بدنه سنگین و همچنین نبود سبد در این مدل شکایت دارند. همچنین سخت بودن حفظ تعادل در اولین استفاده‌ها دیگر مشکل این مدل است.

### موبایک لایت
موبایک در این مدل از چرخ‌های اسپکی و زنجیر استفاده کرده‌است. شماره شناسایی بر روی قاب زنجیر و QRکد بر روی گلگیر عقب نصب شده‌است.
این مدل از یک سبد فلزی استفاده کرده‌است. برای تأمین برق قطعات الکترونیک قفل و GPS نیز از پنل خورشیدی بهره گرفته شد.

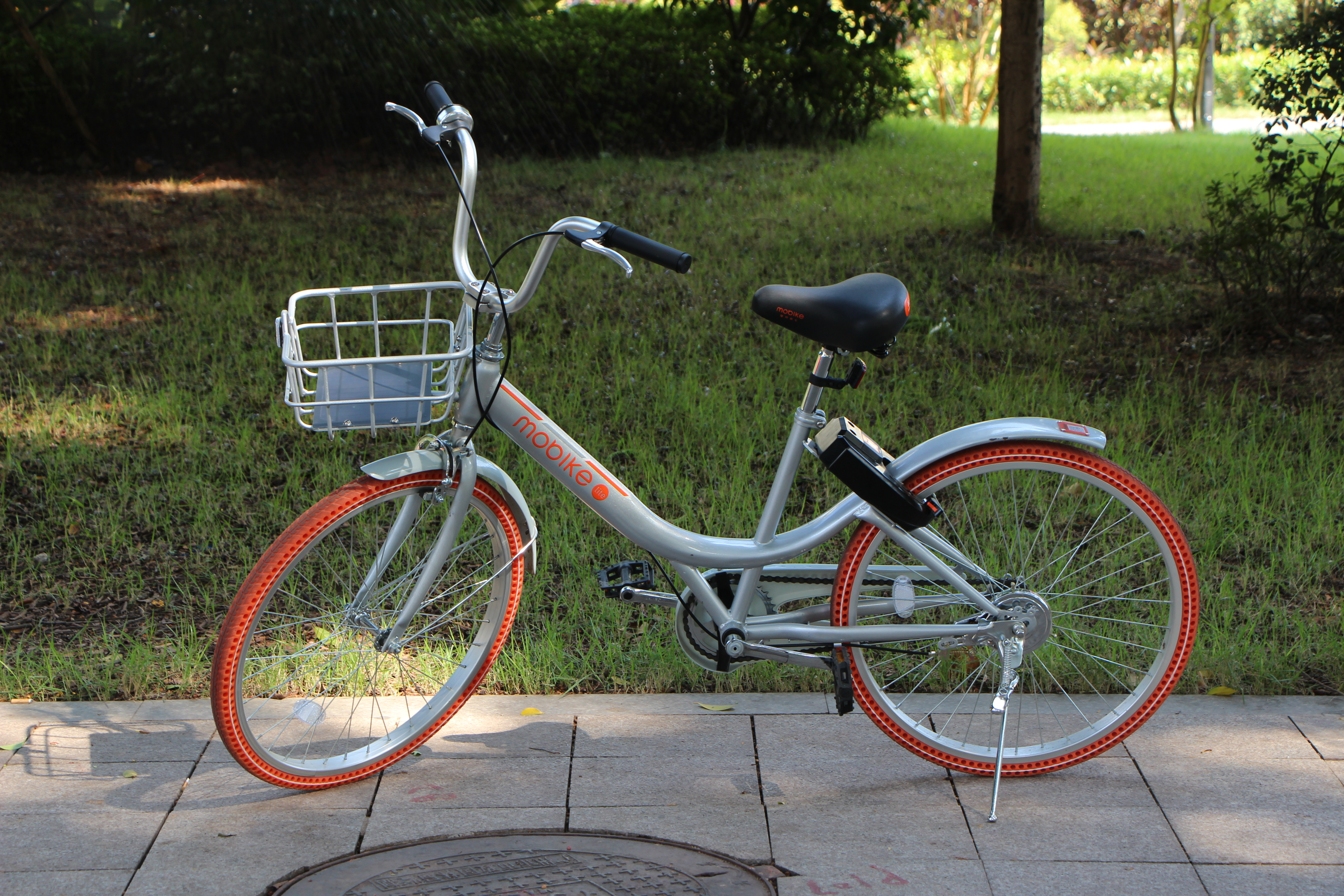
یک دوچرخه لایت موبایک در گوانژو

دوچرخه‌های کلاسیک و لایت موبایک در آخرین ورژن به صندلی قابل تنظیم مجهز شدند.

## استفاده

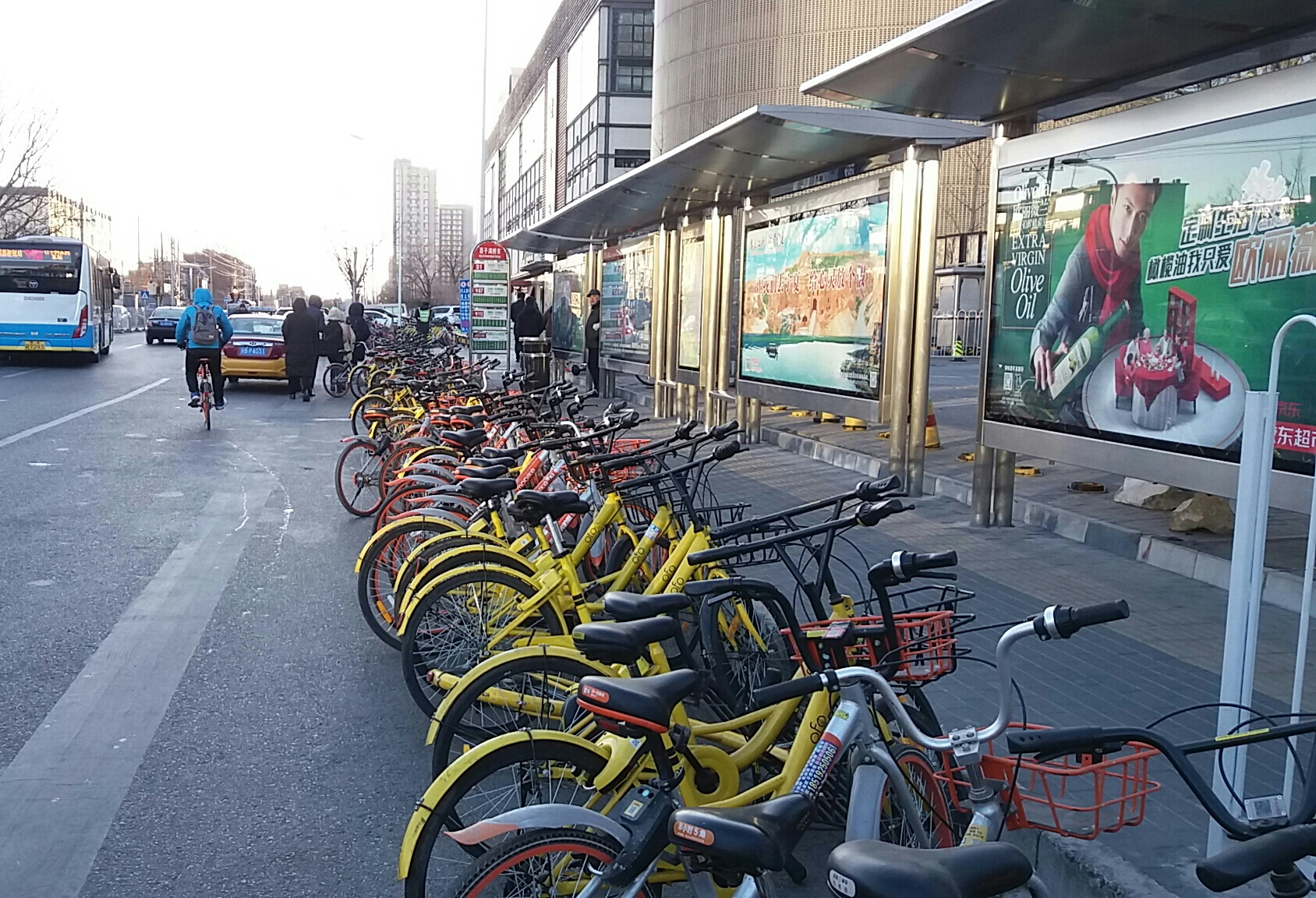
دوچرخه‌های موبایک و ofo در یک ایستگاه اتوبوس

برای ثبت نام در اپلیکیشن موبایک و استفاده از دوچرخه‌های آن باید مبلغی به عنوان سپرده پرداخت شود. همچنین شماره همراه کاربر نیز باید اعتبار سنجی شود. در چین بجز شماره همراه، شماره ملی نیز برای ثبت نام لازم است. با استفاده از شماره ملی اطلاعات کاربر از سیستم‌های دولتی دریافت می‌شود و به کاربران زیر ۱۴ سال اجازه ثبت نام نمی‌دهد.
اپلیکیشن موبایک مسیر سفر، فاصله و زمان طی شده و میزان کالری مصرف شده در طی سفر را نشان می‌دهد و در پایان سفر و قفل کردن دوچرخه هزینه سفر را از اعتبار کاربر کم می‌کند. نشان دادن میزان کالری مصرفی باعث ایجاد انگیزه در استفاده دوباره از دوچرخه می‌شود.

### هزینه
هزینه‌های مربوط به سفر در این سیستم به صورت آنلاین و با کارت اعتباری، AliPay یا WeChat پرداخت می‌شود. اعتبار کاربر در ابتدای سفر باید مثبت باشد. اما در میانه سفر می‌تواند بیش از اعتبارش سفر کند که به عنوان اعتبار منفی در پروفایلش ثبت می‌شود.
سابقا کاربران در چین بایست مبلغی را به عنوان امانت سپرده می‌گذاشتند. این قانون در ماه ژوئیه سال ۲۰۱۸ کنار گذاشته شد. کاربران که برای مدتی اعتبارشان منفی نشده‌است می‌توانند این سپرده را پس بگیرند.

### امتیاز موبایک
موبایک برای بررسی رفتار کاربران از یک پارامتر به نام «امتیاز موبایک» استفاده می‌کند. سیستم امتیازات شامل پنج سطح: فوق‌العاده (۱۰۰۰–۷۰۱) عالی (۷۰۰–۶۰۱) خوب (۶۰۰–۵۰۱) بد(۵۰۰–۳۰۱), خیلی بد(۳۰۰–۰) است. در ابتدا که کاربر برنامه را نصب می‌کند نمره «خوب» با امتیاز ۵۵۰ برای او ثبت شده‌است. به مرور زمان با استفاده کاربر و رفتار او در سیستم این امتیاز تغییر می‌کند.

#### قوانین امتیاز دهی
رفتار کاربران باعث کسب امتیاز منفی یا مثبت برای آن‌ها می‌شود. مثلاً گزارش خرابی در سیستم و پارک در مکان‌هایی که اولویت دارند (مکان‌هایی با تقاضای بیشتر) امتیاز مثبت دارند. عضویت افراد با امتیاز کمتر از ۱۰۰ به حالت تعلیق در می‌آید. اگر کاربری معتقد باشد که امتیازش به اشتباه توسط سیستم کسر شده‌است، می‌تواند که این

## مشکلات

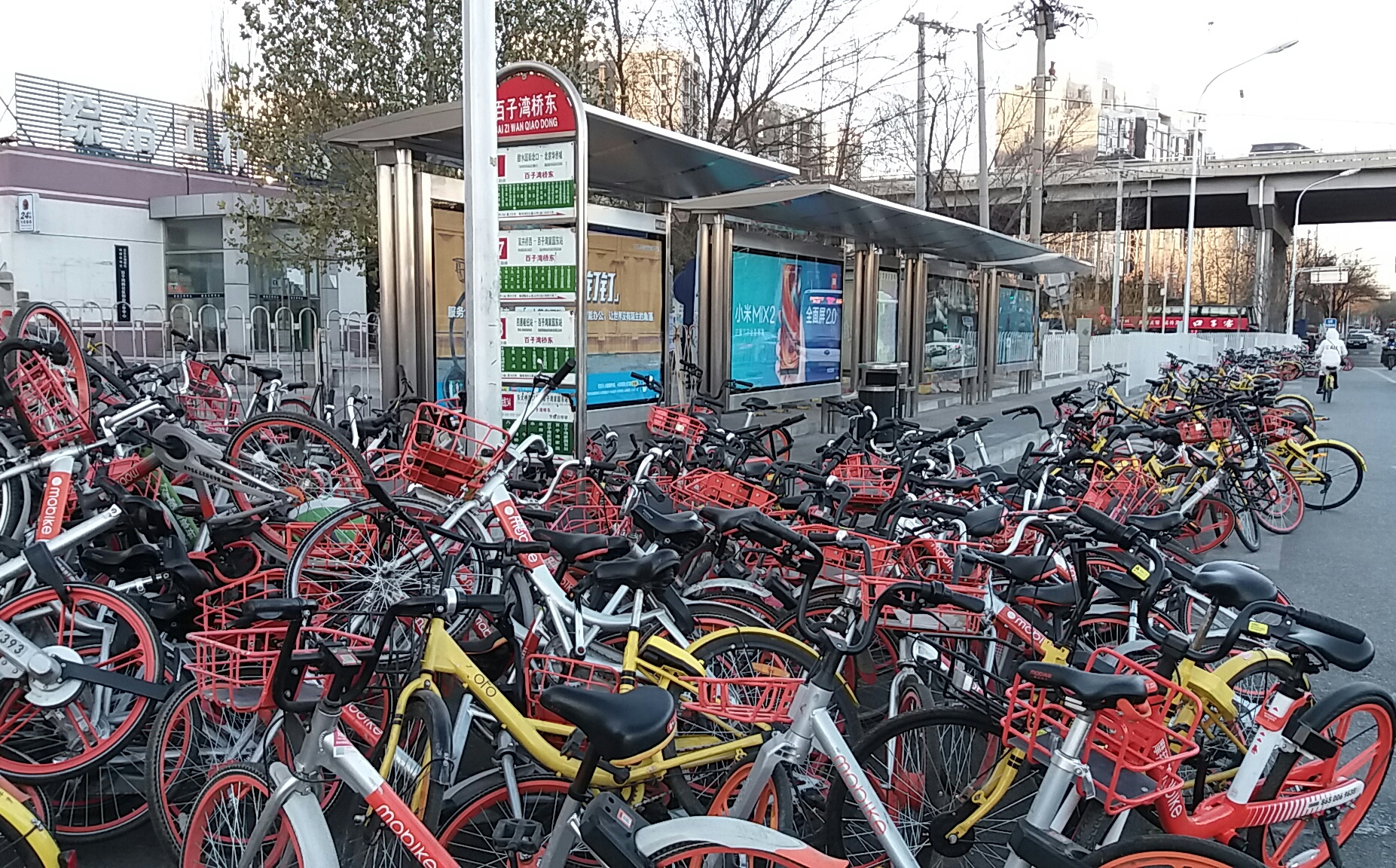
تلی از دوچرخه‌های موبایک در گوانژو

یکی از مشکلاتی که موبایک در مسیر اجرا با آن مواجه است، مشکلات ناشی از پارک نادرست است. چون این شرکت تعهد داده که دوچرخه را می‌توان در هر مکانی رها کرد، نمی‌توان مکان خاصی را به عنوان پارکینگ مشخص کرد که باعث می‌شود کاربران دوچرخه را در هر جایی رها کنند.
موبایک به گسترش فعالیت‌هایش در سراسر جهان فکر می‌کند. یکی از مسائلی که در این را با آن مواجه است نرخ بالای سرقت در برخی مناطق است.